# Tabun
Tabun (ook wel aangeduid als GA) is een zenuwgas uit de zogenaamde G-reeks (samen met onder andere de structureel analoge verbindingen sarin en soman) en behoort tot de organofosfaten. Tabun is een zeer giftige vloeistof en is gecatalogeerd als een lijst 1-stof conform het Verdrag chemische wapens.
Tabun inhibeert acetylcholinesterase. Hierdoor dissocieert de neurotransmitter acetylcholine niet meer van de receptor op de motorische eindplaat. Dit heeft verkramping van het lichaam tot gevolg en zal uiteindelijk tot de dood leiden. Bij een lage dosis zullen de effecten van tabun echter niet dodelijk zijn en zal het slachtoffer volledig herstellen.

## Geschiedenis

### Ontdekking
Tabun was het eerste zenuwgas van de zogenaamde G-reeks - zenuwgassen die in januari 1936 per ongeluk werden ontdekt door de Duitse scheikundige Gerhard Schrader, werkzaam bij IG Farben in Elberfeld. Schrader deed onderzoek naar nieuwe insecticiden met een organofosfaatstructuur, die insecten doden door hun zenuwstelsel te ontregelen. Hij ontdekte tabun, dat niet alleen erg toxisch is voor insecten maar ook voor mensen. In 1939 werd een proeffabriek voor de productie van tabun opgezet in Munster-Lager op de Lüneburger Heide, vlak bij het Duitse leger. In januari 1940 begon de bouw van een geheime fabriek met de codenaam Hochwerk, voor de productie van tabun in Dyhernfurth aan de Oder (nu Brzeg Dolny in Polen).
Wegens geheimhouding van de fabriek en de moeilijkheidsgraad van het productieproces, werd de fabriek pas in 1942 operationeel. Veel van de chemische precursors van tabun waren zo corrosief, dat uitsluitend reactiecompartimenten gebruikt konden worden die waren gelaagd met kwarts of zilver. Tabun zelf is zo toxisch dat de laatste stappen uitgevoerd moesten worden in compartimenten met dubbel glas, waartussen een stroom perslucht circuleerde. De fabriek produceerde zowel alle intermediaire producten als het eindproduct, tabun. Ook was er een ondergronds gedeelte waar munitie gevuld werd, waarna deze werd opgeslagen in Krappitz (nu Krapkowice). De fabriek hoorde bij Anorgana GmbH, een dochterbedrijf van IG Farben.
Aangezien tabun het minst effectieve zenuwgas van de G-reeks is, zijn de meeste landen overgegaan op de productie van GB en GD. Tot 10.000 ton tabun, onder andere in granaten, geproduceerd in Duitsland, is gedumpt in zee om de substantie te neutraliseren. Maar omdat tabun makkelijker te produceren is dan de andere zenuwgassen van de G-reeks, beginnen landen die niet de middelen hebben vaak met de productie van tabun.

### Incidenten
In de geheime Duitse fabriek Hochwerk waren ongeveer 3000 Duitsers werkzaam. Allen droegen een gasmasker en een pak dat bestond uit lagen van rubber-katoen-rubber. Na de tiende keer dragen werd het pak vernietigd. Ondanks alle voorzorgsmaatregelen vonden er meer dan 300 ongelukken plaats voor de productie zelfs maar was begonnen. Minstens tien werknemers overleden in de 2,5 jaar dat de fabriek operationeel was. In het boek A Higher Form of Killing: The Secret History of Chemical and Biological Warfare werden de volgende gevallen beschreven:
- Vier pijpfitters kregen vloeibaar tabun over zich heen. Ze stierven voordat hun pakken konden worden uitgetrokken.
- Een werknemer kreeg twee liter tabun over zich heen langs de nek van zijn pak en hij overleed binnen twee minuten.
- Zeven werknemers werden in het gezicht geraakt door een stroom van tabun met zo'n kracht dat de vloeistof achter hun gasmaskers terechtkwam. Slechts twee werknemers overleefden.

Tijdens de Irak-Iranoorlog (1980-1988) gebruikte Irak grote hoeveelheden chemische wapens, waaronder ook tabun.

## Synthese
Het syntheseproces van tabun bestaat uit twee stappen. In de eerste stap reageert gasvormig dimethylamine (1) met een overmaat fosforylchloride (2), waardoor dimethylamidofosfordichloride (3) en dimethylammoniumchloride (4) gevormd worden. Het ontstane dimethylamidofosfordichloride wordt opgezuiverd door middel van een vacuümdestillatie. Vervolgens wordt het in reactie gebracht met een overmaat natriumcyanide (5), dat gedispergeerd is in droge chloorbenzeen, en ethanol (6). Daarbij wordt eerst het intermediair dimethylamidofosfordicyanide gevormd en vervolgens tabun (7). Nevenproducten zijn natriumchloride (8) en het toxische waterstofcyanide (9).

## Metabolisme
Cyanide is een metaboliet van tabun. Daarnaast zijn ook dimethylaminoethoxyhydroxyfosfineoxide en ethoxydihydroxyfosfineoxide metabolieten van tabun.

## Toxicologie en veiligheid
Tabun werkt net als andere zenuwgassen op het enzym acetylcholinesterase. Het is met name een zeer krachtige inhibitor van acetylcholinesterase: het bindt met een serineresidu, waarbij het cyanide als leaving group dient. Daardoor ontstaat een ester, die ervoor zorgt dat acetylcholinesterase het acetylcholine niet meer kan afbreken. Op die manier stapelt het zich op in de synaps. Acetylcholine is een belangrijke neurotransmitter, die vooral betrokken is bij de impulsoverdracht van de zenuw naar de skeletspiercellen. Opstapeling zorgt er dus voor dat de spiercellen zich niet meer voldoende kunnen ontspannen en dit leidt onder meer tot stuiptrekkingen.
Door het overstimuleren van de acetylcholinereceptoren treden er allerlei effecten op. De gevaarlijkste zijn het falen van de ademhaling en het hart. De effecten van vergiftiging met organofosforverbindingen variëren in snelheid van optreden, ernst en aanhoudendheid. De symptomen die acuut optreden zijn trillen, onregelmatige samentrekkingen van spieren en het stokken van de ademhaling. Andere symptomen die optreden zijn:
- Bij lage blootstellingsdosis: waterige ogen, loopneus, vernauwing van de pupillen, overmatig zweten, hoesten, druk op de borst, snellere ademhaling, diarree, incontinentie, hoofdpijn, duizeligheid, verstrooidheid, braken, hoofdpijn en een abnormaal hoge of lage hartslag.
- Bij hoge blootstellingsdosis: stuiptrekkingen, bewusteloosheid, verlamming en verstikking.

Wanneer men niet aan een dodelijke dosis tabun is blootgesteld, zullen de effecten verdwijnen na 1 of 2 weken.
De LD50 bedraagt 0,15–0,4 mg/kg voor een intraveneuze toediening en 0,6 mg/kg voor opname in de maag.

### Detoxificatie
De structuur van tabun maakt het moeilijk een goed werkend tegenmiddel te vinden, want door het vrije elektronenpaar op de aminestikstof is het bijna niet mogelijk een andere stof via een nucleofiele aanval te binden. Een gebruikelijk middel tegen het toxisch effect van tabun op de perifere cholinerge receptoren is atropine. Andere geneesmiddelen, gebaseerd op monopyridinium (zoals pralidoxime) of bispyridiniumoximen (zoals obidoxime of methosime), zijn niet in staat alle effecten van tabun te bestrijden vanwege hun lage acetylcholinesterase-reactivatie. Dit kan verklaard worden door de moeilijke nuclefiele aanval.
Sinds de jaren 20 van de 20e eeuw is een nieuwe generatie van oximen (zogenaamde H-oximen) in gebruik die een hogere effectiviteit in acetylcholinesterase-reactivatie hebben. Een van de meest bestudeerde H-oxime is HI-6, dat ook al heel effectief tegen de toxische effecten van soman is ingezet. Uit studies blijkt echter dat de reactivatie voor tabun minder goed werkt dan voor soman. Obidoxime en trimedoxine zijn goede tegenmiddelen, maar omdat obidoxime een laag potentiaal heeft om over de bloed-hersenbarrière te diffunderen, is trimedoxime de meest belovende reactivator van acetylcholinesterase in vivo.